# Gianu Bucurescu
Gianu Bucurescu (* 13. Juli 1934 in Domnești, Kreis Ilfov; † 29. April 2016 in Bukarest) war ein rumänischer Generalmajor und Politiker der Rumänischen Kommunistischen Partei PCR (Partidul Comunist Român).

## Leben
Gianu Bucurescu war als Eisenbahnbautechniker tätig und trat 1953 in den operativen Dienst des Staatssicherheitsdienstes (Departamentul Securității Statului) ein, der sogenannten „Securitate“. 1956 wurde er Mitglied der Rumänischen Arbeiterpartei PMR (Partidul Muncitoresc Român). Er absolvierte ein Studium an einer Fakultät für Rechtswissenschaften sowie einen postgradualen Studiengang an der Universität für Politik und Führung. 1959 wechselte er in die Kaderabteilung sowie 1967 in die Ausbildungsabteilung der Securitate, ehe er 1968 Mitarbeiter der nunmehrigen Abteilung Personal und Ausbildung wurde. Nach seiner Beförderung zum Oberst (Colonel) wurde er 1971 stellvertretender Leiter der Abteilung Personal und Ausbildung der Securitate und wechselte 1972 ins Innenministerium (Ministerul de Interne), in dem er 1974 stellvertretender Leiter der Abteilung Kader und Ausbildung wurde. Nach seiner Beförderung zum Generalmajor (General-maior) am 30. Dezember 1982 wurde er 1984 Leiter der Abteilung Kader und Ausbildung des Staatssicherheitsdienstes. Im Anschluss fungierte er zwischen 1985 und 1989 als Leiter der Securitate von Bukarest und wurde am 7. Dezember 1989 Vize-Innenminister (Adjunct al Ministrului de Interne) und als solcher stellvertretender Chef des Staatssicherheitsdienstes DSS. Auf dem Vierzehnten Parteitag der PCR (20. bis 24. November 1989) wurde er Kandidat des ZK der PCR und gehörte diesem Gremium bis zum Zusammenbruch des kommunistischen Regimes im Zuge der Revolution am 22. Dezember 1989 an.
Gianu Bucurescu wurde mit Mitteilung des Nationalen Rates für das Studium der Archive der Securitate CNSAS (Consiliul Național pentru Studierea Arhivelor Securității) vom 16. Oktober 2003 in die Liste der Sicherheitsbeamten und Unteroffiziere aufgenommen, die politische Polizeitätigkeiten ausführten.